# FK Priština
FK Priština (srbsky Фудбалски клуб Приштина, albánsky Klubi Futbollistik Prishtina) je fotbalový klub z Prištiny, hlavního města Kosova. Klubové barvy jsou modrá a bílá, fanklub se nazývá Plisat.

## Historie
Klub byl založen v roce 1922 pod názvem Gajret (Snaha). Účinkoval v nižších jugoslávských soutěžích, za druhé světové války, po vytvoření Velké Albánie, hrál albánskou ligu. Po válce změnil název na Proleter, později Kosova a od roku 1952 FK Priština. V roce 1983 poprvé v historii postoupil do jugoslávské první ligy, v premiérové sezóně také vybojoval své nejlepší umístění, když skončil osmý. V roce 1984 hrál Středoevropský pohár, v němž obsadil druhé místo za rakouským SC Eisenstadt. V lize odehrál pět sezón, než v roce 1988 sestoupil, v historické tabulce let 1946 až 1992 je na 27. místě. V poháru bylo jeho nejlepším výsledkem semifinále v roce 1988, kde ho vyřadil na penalty FK Borac Banja Luka.
Po rozpadu Jugoslávie hrála Priština nejvyšší soutěž Srbska a Černé Hory, nazvanou Prva savezna liga. V sezóně 1992/93 skončila na 18. místě a sestoupila do druhé ligy, v roce 1997 postoupila zpět. Ligový ročník 1998/99 se však nedohrál kvůli zahájení operace Spojenecká síla, v létě 1999 FK Priština opustil federální soutěže a stal se zakládajícím členem kosovské superligy, kterou vyhrál sedmkrát (2000, 2001, 2004, 2008, 2009, 2012 a 2013) a sedmkrát se stal vicemistrem (2003, 2006, 2007, 2010, 2011, 2014 a 2017). Čtyřikrát vyhrál kosovský fotbalový pohár (1994, 2006, 2013 a 2016). Po přijetí Kosova do UEFA se klub zapojil do evropských pohárů.

## Tituly mistra Kosova
- 1947/48, 1950/51, 1953/54, 1958/59, 1960/61, 1976/77, 1978/79 (součást jugoslávského ligového systému)
- 1991/92, 1995/96, 1996/97 (neoficiální soutěž)
- 1999/00, 2000/01, 2003/04, 2007/08, 2008/09, 2011/12, 2012/13 (Vala Superliga)

## Výsledky v evropských pohárech
| Sezóna  | Soutěž                         | Soupeř         | Doma | Venku | Celkem |
| ------- | ------------------------------ | -------------- | ---- | ----- | ------ |
| 2017/18 | Evropská liga (první předkolo) | IFK Norrköping | 0:1  | 0:5   | 0:6    |